# アーリー・トークン・リリース
アーリー・トークン・リリース(early token release)とは、FDDIやIEEE 802.5トークンリングで使用されている媒体アクセス制御(MAC)方式。
トークン・パッシング方式の一種で、ネットワークに接続されたノードは、環状ネットワーク上を周回しているトークンを取り込んでデータを送信する権利を取得する。アーリー・トークン・リリースでは、送信を行なった後で、自身が送信したフレームや宛先からの受信確認フレームが帰ってくるのを待たずにトークンを戻すため、タイミングによっては伝送路上に複数のトークンが存在出来る事になり、利用効率が向上する。